# いっかくじゅう座
いっかくじゅう座（いっかくじゅうざ、一角獣座、Monoceros）は、現代の88星座の1つ。17世紀に考案された新しい星座で、額に1本の角を持つ馬の姿をした架空の生物ユニコーン（モノセロス）をモチーフとしている。シリウス・プロキオン・ベテルギウスの3つの1等星が形作る「冬の大三角」に囲まれた領域に位置する。

## 主な天体
固有名もない4等星がいくつかあるだけの目立たない星座だが、ばら星雲など名の知られた星雲・星団が属している。

### 恒星
2022年4月現在、国際天文学連合 (IAU) によって2個の恒星に固有名が認証されている。
- HD 45652：国際天文学連合の100周年記念行事「IAU100 NameExoworlds」でポルトガルに命名権が与えられ、主星はLusitânia、太陽系外惑星はViriatoと命名された[7]。
- HD 52265：国際天文学連合の100周年記念行事「IAU100 NameExoworlds」でエルサルバドルに命名権が与えられ、主星はCitalá、太陽系外惑星はCayahuancaと命名された[7]。

その他の特徴的な恒星には以下のものがある。
- α星：見かけの明るさ3.94等のG型巨星で4等星[8]。
- β星：見かけの明るさ3.74等の連星系で、いっかくじゅう座で最も明るく見える4等星[9]。4.60等、5.00等、5.32等の三重連星で、1781年に重星であることに気付いたウィリアム・ハーシェルは「全天で最も美しい景観の1つ」と書き残している。
- ε星：見かけの明るさ4.31等の4等星[10]。4.398等のA星[11]と6.60等のB星[12]からなる連星[10]。
- R星：「ハービッグAe/Be型星」に分類される前主系列星[13]。散光星雲NGC2261の中に隠れており、星本体を見ることはできない[14]。
- S星：見かけの等級4.68等の5等星[15]で、散光星雲NGC 2264の中心に位置する。O型主系列星とB型主系列星の連星[15]で、さらに8等の伴星がある。
- V838星：2002年に出現した新星 (Nova Monocerotis 2002)。同年1月6日にアウトバーストが始まり、その後も光エコーの広がりが観測されている。当初は典型的な新星と考えられていたが、後の研究により2つの恒星が合体したことで生じた高輝度赤色新星と考えられている。
- プラスケット星：分光連星。最も質量の大きい恒星の1つ。
- ロス614：太陽系から約13.4 光年の距離にある連星系。11.3等と14.8等の近接連星で爆発変光星の一種「くじら座UV型変光星」に分類されている[16]。
- CoRoT-1：COROT計画において、トランジット法で最初に太陽系外惑星が発見された。いっかくじゅう座には、他にもHD 44219、HD 46375、CoRoT-4、CoRoT-5、CoRoT-7などに系外惑星が発見されている。
- いっかくじゅう座X-1：1A 0620-00という連星系にあるX線源で、恒星質量ブラックホールと考えられている[17]。太陽系から約4,700 光年の距離にあり、2022年にGaia BH1が発見されるまでは太陽系に最も近いブラックホールとされていた。

拡大していくいっかくじゅう座V838 (V838 Mon) の光エコー
- 2002年3月から2004年にかけてハッブル宇宙望遠鏡 (HST) が撮像したV838 Mon。光エコーが拡大していく姿が捉えられている。
- 増光が観測されてから4年8ヶ月を経た2006年9月にHSTが撮像したV838 Mon の光エコー。
- 増光現象が起こる以前の1989年から2006年までの画像を繋げた、V838 Monのタイムラプス。

### 星団・星雲・銀河
- M50：太陽系から約3,200 光年の距離にある散開星団[18]。1772年にシャルル・メシエが発見したが、それ以前にジョヴァンニ・カッシーニが1711年までに発見していた可能性もある[19]。
- ばら星雲：散光星雲NGC 2237-2239、2246の総称として「ばら星雲 (英: The Rosette Nebula)」と呼ばれる[20][21]。太陽系から約5,000 光年の距離にある[20]。パトリック・ムーア（英語版）がアマチュア天文家の観測対象に相応しい星団・星雲・銀河を選んだコールドウェルカタログで、49番に選ばれている[22]。
- NGC 2244：散開星団[23]。ばら星雲に囲まれている。コールドウェルカタログの50番に選ばれている[22]。
- NGC 2261：いっかくじゅう座R星の光を受けて輝く散光星雲で、[24]。1949年にエドウィン・ハッブルがパロマー天文台のヘール望遠鏡のファーストライトに選ぶなど長年研究しており、「ハッブルの星雲 (英: Hubble's Nebula[24])」や「ハッブルの変光星雲[25]」という通称で呼ばれることもある。コールドウェルカタログの46番に選ばれている[22]。
- NGC 2264：太陽系から約2,000 光年の距離にある[26]、「コーン星雲[注 1]、散開星団のクリスマスツリー星団からなる天体[27]。
- NGC 2506：散開星団[28]。コールドウェルカタログの54番に選ばれている[22]。

- 散開星団M50。
- 散開星団NGC2244とばら星雲。
- 2021年10月から2022年4月にかけて撮影された変光星雲NGC2261のタイムラプス動画。
- ヨーロッパ南天天文台のラ・シヤ天文台で撮影されたNGC2264。
- 散開星団NGC2506。

## 由来と歴史

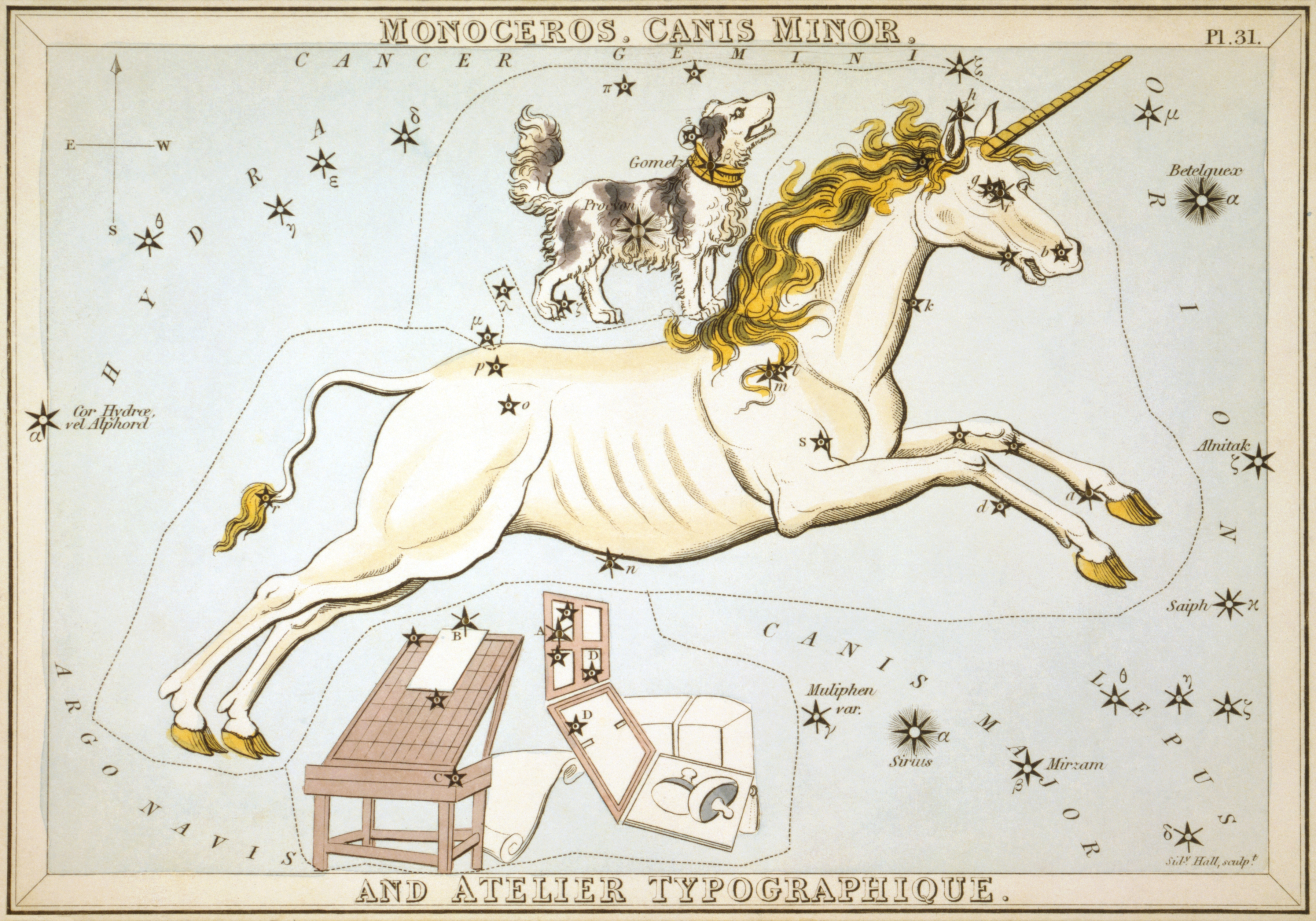
19世紀の星座カード集『ウラニアの鏡』に描かれたいっかくじゅう座。

古今図書集成に描かれた井宿の星官。中央に四瀆と闕邱が描かれている。

オランダの神学者で地図製作者のペトルス・プランシウスが考案したものであるとされる。プランシウスは、1612年に作成した天球儀に Monoceros Unicornis （モノセロス・ユニコーン）という名前で星座を描いていた。これより後の1624年に、ドイツの天文学者ヤコブス・バルチウスが刊行した『Usus Astronomicus Planisphaerii Stellati』に掲載した星図に Unicornu の名前でこの星座を加えていたことから、バルチウスが考案者であると誤解されることもある。西洋の伝承に登場する額に1本の角を持つ馬であるユニコーンがモチーフとされたが、一部の星図では鼻先に角を持った魚類の姿で描かれることもあった。
19世紀末アメリカのアマチュア博物学者リチャード・ヒンクリー・アレンは、著書『Star Names: Their Lore and Meaning』の中でこの星座の考案者について異説を挙げている。アレンは、天文学者ヴィルヘルム・オルバースと年代学者ルートヴィヒ・イデラーが「1564年の文献に「双子座と蟹座の南にある別の馬」という言及があることから、もっと早い時期に考案されたものである」と述べていたとした。また、古典学者のヨセフ・スカリゲルが「ペルシアの天球儀に描かれたこの星座を発見した」としていたとした。さらにアレンは、フランスの天文学者カミーユ・フラマリオンが古い文献に見える謎の星座 Neper をこの星座に同定していたという話を紹介している。
1872年、イギリスの天文学者リチャード・アンソニー・プロクター は、星座名を簡略化するために「Cervus（鹿）」という名称に変更することを提唱したが、受け入れられることはなかった。アメリカの天文学者ベンジャミン・グールドは、1879年に刊行した『Uranometria Argentina』の中で、この星座の6つの星にギリシャ文字の符号を付した。
1922年5月にローマで開催されたIAUの設立総会で現行の88星座が定められた際にそのうちの1つとして選定され、星座名は Monoceros、略称はMonと定められた。17世紀に考案された新しい星座のため神話・伝承はない。

### 中国
中国の天文では、いっかくじゅう座の星のうち5つの星が二十八宿の南方朱雀七宿の第1宿の「井宿」の一部とされた。17・13・εの3星は、ふたご座の5等星HD 52960とともに長江・黄河・淮河・済水の四つの大河を表す「四瀆」と呼ばれる星官を成すとされ、18・21（または22）の2星は宮殿の門外にある小山を表す「闕邱」という星官を成すとされた。

## 呼称と方言
日本では、1879年（明治12年）にノーマン・ロッキャーの著書『Elements of Astronomy』を訳した『洛氏天文学』が刊行された際には「ユニコルン（一角）」と訳が充てられた。1908年（明治41年）4月に創刊された日本天文学会の会誌『天文月報』では同年12月の第9号から「一角獣」という星座名が記された星図が掲載されている。1910年（明治43年）2月に訳語が改訂された際も「一角獣」がそのまま使用された。この訳名は、1925年（大正14年）に初版が刊行された『理科年表』にも「一角獣（いっかくじう）」として引き継がれ、1944年（昭和19年）に学術研究会議によって天文学用語が改訂された際もこの呼称が継続して採用された。戦後の1952年（昭和27年）7月に日本天文学会が「星座名はひらがなまたはカタカナで表記する」とした際に、Monoceros の日本語名は「いつかくじゆう」と改められた。さらに1974年（昭和49年）1月に刊行された『学術用語集（天文学編）』で仮名遣いが改められ「いっかくじゅう」が星座名とされた。この改定以降は「いっかくじゅう」が星座名として継続して用いられている。
現代の中国では「麒麟座」という呼称を用いている。